# نيكولاس تامسين
نيكولاس تامسين هو لاعب كرة قدم بلجيكي في مركز الدفاع، ولد في 10 ديسمبر 1989 في بروج في بلجيكا. لعب مع زولته فاريجيم وفاسلاند بيفيرين ونادي تورنهاوت.

## وصلات خارجية
- نيكولاس تامسين على موقع قاعدة بيانات كرة القدم.إي يو (الإنجليزية)
- نيكولاس تامسين على موقع Soccerway.com (الإنجليزية)